# Dunlipharder
De dunlipharder (Chelon ramada) is een vis die vooral voorkomt in zee en brak water. Af en toe wordt de soort in het zoete water van de Benelux aangetroffen.
De soort staat op de Rode Lijst van de IUCN als niet bedreigd, beoordelingsjaar 2008.

## Kenmerken
De dunlipharder wordt 60 centimeter lang en kan 3 kilogram zwaar worden. De dunlipharder komt voor in de Noordzee, Westerschelde en de Middellandse Zee.

## Leefwijze
De jonge harder leeft in scholen, oudere harders zijn solitair. De harder trekt 's winters zuidwaarts om als het warmer wordt, weer naar het noorden te trekken. De harder leeft van voedsel dat hij uit de bodem zeeft. De harder is een van de prooidieren van de aalscholver.